# Ariobarzanes (Phrygien)
Ariobarzanes († um 362 v. Chr.) war ein persischer Adliger und seit 387 v. Chr. Satrap von Phrygien.

## Leben
Ariobarzanes war vermutlich ein Sohn des phrygischen Satrapen Pharnabazos. Jedenfalls ist er 407 v. Chr. als Unterstatthalter des Pharnabazos bezeugt, als er an dessen Hof weilende athenische Gesandte an die Küste nach Kios geleitete, damit sie von dort heimkehren konnten.
387 v. Chr. übernahm Ariobarzanes – der schon längere Zeit Gastfreundschaft mit dem spartanischen Nauarchen und Staatsmann Antalkidas gepflegt hatte – von Pharnabazos die Statthalterschaft Phrygiens. Knapp zwei Jahrzehnte später plante er den Abfall vom persischen Großkönig Artaxerxes II. Durch seinen Vertrauten Philiskos versuchte er 368 v. Chr. einen Allgemeinen Frieden zwischen den griechischen Poleis zu vermitteln. Im Laufe der Verhandlungen   sagten ihm Athen und Sparta ihre Unterstützung zu. Im nächsten Jahr rebellierte er offen gegen Artaxerxes II., wobei er im Bund mit dem wohl schon etwas früher abgefallenen kappadokischen Satrapen Datames stand. Der Großkönig beauftragte den lydischen Satrapen Autophradates mit dem Kampf gegen Ariobarzanes. Doch die griechischen Städte hielten ihr Wort; der spartanische König Agesilaos II. kam selbst, um mit seinen Söldnertruppen Ariobarzanes Beistand zu leisten, und Athen entsandte zur Unterstützung eine vom Strategen Timotheos kommandierte Flotte. Ariobarzanes revanchierte sich für die erhaltene Hilfe, indem er den Spartanerkönig mit Gold bezahlte, Athen hingegen zwei Städte, Sestos und Krithote, abtrat. Im Gegenzug verlieh Athen ihm und seinen Söhnen das attische Bürgerrecht.
Dem Aufstand gegen die persische Zentralregierung in Kleinasien schlossen sich bald weitere Satrapen an; sogar Autophradates musste schließlich mitmachen. Ariobarzanes hatte aber einen Sohn, Mithridates, der Verrat an ihm beging; so endigte der schon in höherem Alter stehende Ariobarzanes sein Leben um 362 v. Chr. durch Kreuzigung. Etwa 359/58 v. Chr. brach schließlich der kleinasiatische Aufstand, vielleicht begünstigt durch partikularistische Interessen der einzelnen Satrapen, in sich zusammen.

## Familie
Der Satrap Ariobarzanes hatte zwei Söhne, welche das attische Bürgerrecht verliehen bekamen. Einer von ihnen hieß Mithridates, von welchem er an den Großkönig verraten wurde, der Name des zweiten Sohnes wird nicht explizit genannt. Gesetzt den Fall, dass es sich bei Mithridates um den später genannten gleichnamigen Herrscher von Kios († 302 v. Chr.) handelt, dürfte der zweite Sohn aber wohl Ariobarzanes († 337/336 v. Chr.) gewesen sein, welcher seit etwa 362 v. Chr. als Herrscher von Kios amtierte.